# Green Party of England and Wales

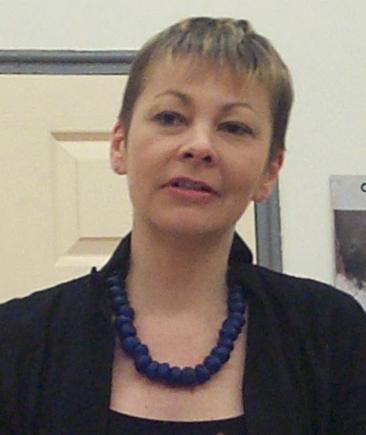
Partiledaren Caroline Lucas under ett tal 2006 i Oxford.

Green Party of England and Wales är ett brittiskt grönt politiskt parti grundat 1973. Som flera av sina europeiska systerpartier har partiet saknat partiledare och istället representerats av två språkrör (principal speakers), något som ändrades 2008 då Caroline Lucas valdes till partiledare. Partiet är sedan Europaparlamentsvalet 1999 representerat i Europaparlamentet och sedan valet 2010 för första gången representerat i det brittiska parlamentet.

## Historia
Partiet historia går tillbaka till 1973 då ett litet partiet kallat People (folket) grundades och ställde upp i valet 1974. Partiet bytte följande år namn till Ecology Party och antog ett manifest kallat Manifesto for a Sustainable Society.
Partiets bästa valresultat kom i valet i Europaparlamentsvalet 1989 då partiet fick 14,9 procent av rösterna, dock utan att vinna några platser. Sedan dess har valsystemet för Europaparlamentsvalet förändrats till ett mer proportionellt valsystem och sedan 1999 är partiet representerat i Europaparlamentet. 

## Partiet idag
På det nationella planet är partiet fortfarande litet, och partiet fick en procent av rösterna i Storbritannien i valet 2005. Partiet har dock starka lokala fästen, framförallt i Norwich, Lancaster och Brighton. Partiet har sammanlagt drygt 120 ledamöter i lokala församlingar och har sedan 1999 två ledamöter i Europaparlamentet. I valet 2010 erövrade partiledare Caroline Lucas partiets första plats i det brittiska underhuset när hon vann valet i sin valkrets i Brighton.
Partiet är medlem i Europeiska gröna partiet och ledamöterna i Europaparlamentet ingår i Gruppen De gröna/Europeiska fria alliansen.

## Uppmärksammade utspel och ställningstaganden
- 2013: Beslut om att ställa sig bakom kravet på penningreform[3].

## Grupper och nätverk inom partiet
- Green Left - en ekosocialistiskt grupp inom partiet, bildat den 4 juni 2006.[4]